# Peter Escher (Komponist)
Peter Escher (* 9. Oktober 1915 in Basel; † 7. September 2008 in Olten) war ein Schweizer Komponist.

## Leben und Wirken
Peter Escher besuchte das Humanistische Gymnasium, wurde aber von seinem Vater im vierten Schuljahr zu einer Drogistenlehre gezwungen, die er im zweiten Lehrjahr wieder abbrach. Inspiriert durch eine Basler Ausstellung mit Gemälden von Arnold Böcklin wollte Escher 1928 Kunstmaler werden, wandte sich dann aber endgültig der Musik zu und nahm 1934 Klavierunterricht bei Max Brefin sowie Harmonielehrestunden bei Jacques Zuber.
Nach der Rekrutenschule machte Escher eine musikpädagogische Ausbildung bei Hermann Klug (Rudolf Steiner Bildungsstätte für Musik Basel) und besuchte weitere Kurse an der Universität Basel (Musikwissenschaft bei Jacques Handschin) und am Konservatorium (Kontrapunkt bei Walter Müller von Kulm, Komposition bei Rudolf Moser). Als Komponist gewann er 1950 und 1951 zweimal den 1. Preis am Internationalen Kompositionswettbewerb in Vercelli. 1953 folgte der 1. Preis am Internationalen Kompositionswettbewerb in Genua.
Über Müller von Kulm wurde Escher Assistent beim Basler Bach-Chor und dirigierte in den folgenden Jahren zahlreiche Chöre in der Region Basel. 1947 brachte er Brittens Sankt-Nikolaus-Kantate zur Schweizer Erstaufführung. 1959 bis 1963 war Escher Verbandsdirigent des kantonalen Chorverbands. Zwischen 1954 und 1988 war Escher im Vorstand des Nordwestschweizer Chordirigentverbands aktiv, zuletzt als Vizepräsident. 1988 wurde er zum Ehrenmitglied, 1996 zum Ehrenpräsidenten ernannt. 
1966 siedelte Escher nach Olten um, wo er seit 1954 den reformierten Kirchenchor, seit 1961 das Stadtorchester und seit 1963 den Gesangverein leitete. 1975 verlieh ihm die Stadt Olten den Kunstpreis, 1984 und nochmals 2000 erhielt er den Kulturpreis des Kantons Solothurn. Von 1981 bis 2002 war Escher als Kolumnist für das Oltner Tagblatt tätig.